# Bernhard Molique
Wilhelm Bernhard Molique (Núremberg, 7 de octubre de 1802 - Bad Cannstatt, 10 de mayo de 1869) fue un compositor y violinista alemán.

## Biografía
Molique era hijo del fagotista y violinista alsaciano Christian Molique, quien le inculcó desde temprano su amor por la música. Con solo seis años, actuó por primera vez en público. Durante una actuación de invitados en Núremberg, Louis Spohr le dio clases de violín. Posteriormente estudió con Pietro Rovelli (1793-1838) en Múnich y después obtuvo un trabajo en el Theater an der Wien en Viena. En 1820 se convirtió en el sucesor de Rovelli en la capilla de la corte de Múnich. El flautista Theobald Böhm, con quien entabló amistad, también tocó en la misma orquesta.
Molique se casó en 1825 con la actriz Anna Maria Wanney (1805-1882). El matrimonio tuvo cuatro hijas.
En 1826 fue llamado a Stuttgart como director musical y primer violín de la orquesta de la corte. En los años que pasó en Stuttgart se estableció como personalidad influyente en el panorama musical nacional, y su hogar era a menudo un lugar de encuentro de artistas. Entre ellos, el joven Hans von Bülow, futuro famoso director de orquesta, muy cercano a la familia y al que Molique tuvo bajo su protección.
Varias giras de conciertos llevaron a Molique a Rusia e Inglaterra, entre otros, y de 1849 a 1866 trabajó en Londres como intérprete, compositor y profesor. Era un apreciado violinista, suficiente para ganar los elogios del compositor francés Hector Berlioz.
Preocupado por las crecientes tensiones sociopolíticas en la Confederación Germánica, se instaló en Londres de 1849 a 1866, donde en 1861 obtuvo una cátedra de composición en la Royal Academy of Music. Entre sus visitas más frecuentes a Inglaterra, cabe mencionar especialmente al pianista y director Charles Hallé.
Pasó los últimos años de su vida en Bad Cannstatt, cerca de Stuttgart, ahora Stuttgart-Bad Cannstatt. Sus restos son enterrados allí en el cementerio de Uff-Kirchhof.

## Obra
Aparentemente Molique fue un compositor autodidacta. Su música muestra influencias de Beethoven, Mozart, Mendelssohn y especialmente de Spohr. No asumió los avances presentados por Berlioz, quien elogió públicamente su forma de tocar el violín, ni de la Neudeutsche Schule.
Molique compuso, entre otras muchas obras, una sinfonía, seis conciertos de violín (el número 5 fue particularmente elogiado por Joseph Joachim), un concierto de violonchelo muy apreciado en su momento, un concierto de oboe todavía hoy muy interpretado, y un concierto de flauta. También creó música de cámara y obras vocales, incluidas dos misas y numerosos lieder.